# Stadio Arsenal (Tula)
Lo stadio Arsenal (in russo Стадион Арсенал?) è uno stadio di calcio, situato nella città di Tula, in Russia. Fu inaugurato il 29 agosto del 1959.